# Бурсиан, Конрад
Конрад Бурсиан (нем. Conrad Bursian; 14 ноября 1830, Мучен, королевство Саксония — 21 сентября 1883, Мюнхен, Королевство Бавария) — немецкий филолог-классик, археолог и исследователь классической древности. Член Баварской академии наук.

## Биография
Первоначальное образование получил в Школе Святого Фомы в Лейпциге. В 1847—1851 годах обучался в лейпцигском университете под руководством Отто Яна и Морица Гаупта.
Затем полгода в Берлине посещал лекции филолога-классика и историка Древней Греции, основоположника греческой эпиграфики Августа Бёка.
Совершил путешествие по Европе, посетил Бельгию, Францию, Италию. В течение 2-х лет (1853—1855) оставался в Греции.
Позже был адъюнкт-профессором в Лейпциге (1856), профессором филологии и археологии в университете Тюбингена (1861), классических древностей в Цюрихе (1864). С 1869 года в Йене был профессором и директором археологического музея, в 1874 году переехал в Мюнхен, где он служил в качестве профессора вплоть до своей смерти.

## Научная деятельность
Занимался исследованием наследия классических авторов, среди которых, Аристофан, Демосфен, Феокрит и греческие трагики; среди древнеримских авторов — Лукреций, Ювеналий и Элегиас.
С 1874 г. издавал ежегодник классических исследований «Jahresbericht über die Fortschritte der klassischen Alterthumwissenschaft», a с 1879 г. также «Biographisches Jahrbuch für Alterthumskunde».
Автор раздела греческого искусства во Всеобщей энциклопедии науки и искусства (том LXXXII, 1864), множества исследований и статей.

## Избранные публикации
- Geographie von Griechenland (1862—1872, 3 тома) — География Греции.
- Beiträge zur Geschichte der klassischen Studien im Mittelalter (1873) — Очерки истории классических исследований в средние века
- Geschichte der klassischen Philologie in Deutschland (Мюнхен, 1883, 2 тома) — История классической филологии в Германии.
- издание Юлия Фирмика Матерна De Errore Profanarum Religionum (1856)
- издание Сенеки Старшего «Suasoriae» (1857)